# Timati
Timur Ildarovici Iunusov (în rusă Тимур Ильдарович Юнусов; n. 15 august 1983), cunoscut mai mult după numele de scenă Timati (în rusă Тимати), este un rapper, compozitor, cantautor, producător muzical, actor și antreprenor rus. În cariera sa el a mai colaborat cu artiști americani ca Snoop Dogg, Busta Rhymes, P.Diddy, Timbaland, Flo Rida, Fat Joe, Xzibit, Mario Winans și Eve.

## Discografie
Albume de studio
- Black Star (2006)
- The Boss (2009)
- SWAGG (2012)
- 13 (2013)

Albume colaborative
- Novye Liudi (Oameni noi) (2004) - cu Banda
- The Album (2006) - cu VIP77

## Single-uri

### Ca artist principal
| An        | Titlu                                                                      | Poziții în topuri | Poziții în topuri | Poziții în topuri | Poziții în topuri | Poziții în topuri | Poziții în topuri | Poziții în topuri | Certificări                            | Album    |
| An        | Titlu                                                                      | AUT               | BEL               | FRA               | GER               | NED               | SPA               | SWI               | Certificări                            | Album    |
| 2008-2009 | ”Moscow Never Sleeps” (Timati feat. DJ Smash)                              | -                 | -                 | -                 | -                 | -                 | -                 | -                 |                                        | The Boss |
| --------- | -------------------------------------------------------------------------- | ----------------- | ----------------- | ----------------- | ----------------- | ----------------- | ----------------- | ----------------- | -------------------------------------- | -------- |
| 2009      | ”Forever” (Timati feat. Mario Winans)                                      | -                 | -                 | -                 | -                 | -                 | -                 | -                 |                                        | The Boss |
| 2009-2010 | ”Love You” (Timati feat. Busta Rhymes & Mariya)                            | -                 | -                 | -                 | -                 | -                 | -                 | -                 |                                        | The Boss |
| 2009      | "Groove On" (featuring Snoop Dogg)                                         | —                 | 21                | —                 | 62                | 88                | —                 | —                 |                                        | The Boss |
| 2010      | "Welcome to St. Tropez" (featuring Blue Marine)                            | —                 | —                 | —                 | —                 | —                 | —                 | 45                |                                        | The Boss |
| 2011      | "Welcome to St. Tropez" (DJ Antoine vs. Timati featuring Kalenna)          | 4                 | 9                 | 7                 | 3                 | 7                 | 16                | 2                 | - IFPI SWI: 3× Platină - BVMI: Platină | 2011     |
| 2011      | ”Money In The Bank” (Timati feat. Eve)                                     | -                 | -                 | -                 | -                 | -                 | -                 | -                 |                                        |          |
| 2012      | "I'm on You" (featuring P. Diddy, Dirty Money and DJ Antoine)              | —                 | —                 | —                 | 50                | —                 | —                 | 62                |                                        | SWAGG    |
| 2012      | "Not All About The Money" (with La La Land featuring Timbaland and Grooya) | 32                | —                 | —                 | 29                | —                 | —                 | 7                 |                                        | SWAGG    |
| 2012      | "Sex in the Bathroom" (featuring Craig David)                              | —                 | —                 | —                 | —                 | —                 | —                 | —                 |                                        | SWAGG    |
| 2013      | ”I Don't Mind” (Timati feat. Flo Rida)                                     | -                 | -                 | -                 | -                 | -                 | -                 | -                 |                                        | 13       |

### Ca artist invitat
| An                                                                                | Titlu                                                                | Poziții în topuri | Poziții în topuri | Poziții în topuri | Poziții în topuri | Poziții în topuri | Poziții în topuri | Poziții în topuri | Poziții în topuri | Poziții în topuri | Poziții în topuri | Certificări | Album               |
| An                                                                                | Titlu                                                                | FRA               | AUS               | AUT               | BEL (WA)          | GER               | NLD               | SWE               | SWI               | UK                | US                | Certificări | Album               |
| --------------------------------------------------------------------------------- | -------------------------------------------------------------------- | ----------------- | ----------------- | ----------------- | ----------------- | ----------------- | ----------------- | ----------------- | ----------------- | ----------------- | ----------------- | ----------- | ------------------- |
| 2008                                                                              | "Lazerboy" (Serghei Lazarev featuring Timati)                        | —                 | —                 | —                 | —                 | —                 | —                 | —                 | —                 | —                 | —                 |             | Electric Touch      |
| 2011                                                                              | "Фокусы" (DJ Smash featuring Timati)                                 | —                 | —                 | —                 | —                 | —                 | —                 | —                 | —                 | —                 | —                 |             | Twenty Three        |
| 2012                                                                              | Moscow to California (DJ M.E.G. featuring Sergey Lazarev and Timati) | —                 | —                 | —                 | —                 | —                 | —                 | —                 | —                 | —                 | —                 |             | Lazarev.            |
| 2012                                                                              | "8 Days a Week" (Jean-Roch featuring Timati)                         | —                 | —                 | —                 | —                 | —                 | —                 | —                 | —                 | —                 | —                 |             | Music Saved My Life |
| 2016                                                                              | ”London” (DJ Antoine & Timati feat. Grigory Leps)                    | -                 | -                 | -                 | -                 | -                 | -                 | -                 | -                 | -                 | -                 |             | Provocateur         |
| "—" denotes a recording that did not chart or was not released in that territory. |                                                                      |                   |                   |                   |                   |                   |                   |                   |                   |                   |                   |             |                     |

## Premii și nominalizări

### Russian Music Awards MTV
- Best Hip-Hop Artist - 2007 (nominalizat)
- Best Hip-Hop Artist - 2008 (nominalizat)
- Best Artist - 2008 (nominalizat)
- Best Male Act - 2008 (nominalizat)

### MUZ-TV Awards
- Best Hip-Hop Artist - 2009 (nominalizat)
- Best Hip-Hop Artist - 2010 (câștigător)
- Best Album "The Boss" - 2010 (câștigător)
- Best Video "Love You" - 2010 (câștigător)
- Best Video "I'm on You" - 2011 (câștigător)

### Europe Music Awards MTV
- Best Russian Act - 2009 (nominalizat)
- Best Russian Act - 2010 (nominalizat)
- Best Russian Act - 2011 (nominalizat)

## Filmografie
- 2004: Countdown
- 2006: Heat
- 2008: Albania!
- 2008: Monday Twist

### Dublare
- 2006: Arthur and the Minimoys
- 2007: Surf's Up